# Lourdes Herrasti Erlogorri
Lourdes Herrasti Erlogorri (Arechavaleta, Guipúzcoa, 23 de diciembre de 1958) es una historiadora y antropóloga que trabaja como investigadora en el departamento de antropología de la Asociación de Ciencias Aranzadi.

## Biografía
Es licenciada en Geografía e Historia por la Universidad del País Vasco. Especializada en osteoarqueología y profesora de Enseñanzas Medias, ha trabajado en varios proyectos de investigación prehistórica. Se ha centrado en el estudio de los contextos funerarios. Participa en proyectos de exhumación e identificación de personas represaliadas durante la guerra civil española en el País Vasco y la dictadura franquista.

### Trayectoria profesional
En la década de 1980, comenzó a participar en las excavaciones organizadas por el departamento de Prehistoria de Aranzadi. Erralla fue su primera excavación. Durante estos años,comenzaron a diversificar las actividades que realizaban desde el departamento, abriendo nuevas excavaciones y líneas de trabajo. Aunque en este grupo había mujeres, pocas consiguieron trabajar como arqueólogas.
Siguió trabajando en el campo de la antropología física, haciendo un análisis antropológico de los restos encontrados en las excavaciones arqueológicas, e impulsó el departamento de antropología física, poniendo en marcha varias líneas de trabajo.
Su actividad más conocida fuera de Aranzadi es la que se desarrolla dentro del estudio de la memoria histórica. Ha participado en el proceso de desenterramiento de fosas comunes y análisis de los restos encontrados, con la colaboración de varias asociaciones de Memoria Histórica.
Una parte importante de su actividad es la divulgación: charlas informativas, publicaciones, trabajo con los colegios que lo soliciten y creación de una base de datos abierta para recibir toda la información generada en los trabajos de exhumación.

## Obra
- Saber al fin: fosas comunes, desapariciones forzadas y derecho a la verdad en el Sáhara Occidental. (Obra colectiva).[8]
- MEHERIS: La esperanza possibile: Fosas comunes y primeros desaparecidos saharauis identificados. (Obra colectiva).[8]

- No es lo mismo encontrarse desnudo que con ropa, la ropa te acerca. 2013.[9]
- Diagnóstico del instituto Lasarte-Oria. 1993.[9]
- Arqueología en la memoria : arqueología forense aplicada a la investigación de las fosas comunes de la Guerra Civil y el Franquismo. Aranzadi : Gogora, 2024. ISBN, 9788410192065